# Diodote Tryphon
Pour les articles homonymes, voir Diodote et Tryphon.
Diodote Tryphon, le « Magnifique », mort en 138 av. J.-C., est un général du royaume séleucide. Vers 142, il met sur le trône le jeune Antiochos VI, fils d'Alexandre Balas, à la place de Démétrios II. Il usurpe le trône après éliminé Antiochos VI et finit par être vaincu par Antiochos VII.

## Biographie

### Lutte contre Démétrios II
À l'origine commandant de la garnison d'Apamée, Diodote sert Alexandre Balas pendant la guerre contre Démétrios II qui débute vers 147 av. J.-C. Lorsque Ptolémée VI, qui soutient désormais Démétrios II, envahit la Syrie en 145, Diodote et un autre officier, Hiérax, commandent la garnison d'Antioche. Ils livrent la ville à Ptolémée et le déclare souverain du royaume séleucide. Ptolémée, peu disposé à gouverner à la fois les royaumes égyptien et séleucide, préfère décliner le titre en faveur de Démétrios II.

### Usurpation
Diodote conduit ensuite la révolte contre les mercenaires crétois de Démétrios II qui doit s'enfuir à l'été 144 av. J.-C. Il en profite pour mettre sur le trône Antiochos VI, fils d'Alexandre Balas que celui-ci a confié à un chef arabe qu'il conduit triomphalement à Antioche. Puis il élimine le jeune roi et se fait couronner sous le nom de Tryphon (le « Magnifique ») en 142 av. J.-C.. Si Diodote contrôle une majeure partie de la Syrie, Démétrios II parvient à se maintenir en Cilicie, Mésopotamie et Babylonie, tandis que Tyr et Sidon continue de battre monnaie à son nom. Diodote envoie une ambassade auprès du Sénat romain mais il n'est pas reconnu.
Les monnaies émises sous Tryphon rompent avec la typologie séleucide en abandonnant toute références religieuse et n'étant pas daté de l'ère séleucide. Contrairement à l'usurpateur Alexandre Balas, il n'entend donc se faire passer pour une Séleucide. Il prend, de manière inédite un surnom non cultuel : Autokratôr.

### Intervention en Judée
Diodote est aussitôt reconnu par Jonathan le grand prêtre de Jérusalem ; mais celui-ci cherche à s'étendre en Cœlé-Syrie. Diodote nomme Simon, frère de Jonathan, stratège des régions littorales de Cœlé-Syrie, afin de susciter des tensions parmi les Juifs. Il finit par arrêter Jonathan par la traitrise et fait massacrer sa garde à Ptolémaïs, sous prétexte qu’il n’a pas payé l'impôt dû au trésor royal : il se fait remettre 100 talents d’argent et les deux fils de Jonathan en échange d’une promesse de libération qu’il ne tient pas. 
Simon se rallie alors à Démétrios II qui en retour exempte les Juifs de tribut (143 av. J.-C.). Simon attend Tryphon dans la plaine, à Adida. Contournant la Judée, Tryphon tente d'atteindre Jérusalem par le sud, mais la présence de Simon et le mauvais temps lui font abandonner ce projet et il retourne à Antioche.

### Conflits contre Démétrios II et Antiochos VII

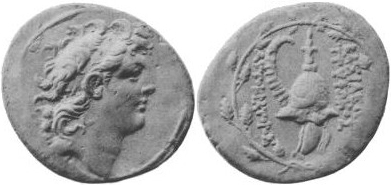
Monnaie à l'effigie de Diodote Tryphon.

Démétrios II a besoin d'une base territoriale afin de lutter contre Diodote, toujours maître d'une grande partie de la Syrie. Il se lance donc contre les Parthes en Babylonie et en Médie, tandis que Diodote est paralysé par la situation en Judée ; mais Démétrios est capturé par Mithridate Ier vers 139 av. J.-C., ce qui permet à Diodote de se maintenir un temps au pouvoir. 
La nouvelle de la captivité de Démétrios amène son frère, Antiochos VII, alors à Rhodes, à intervenir contre Diodote et à répondre à l'appel de Cléopâtre Théa qu'il épouse. Il débarque en Phénicie et doit face à une forte résistance farouche. Sidon et Tyr se sont immédiatement attachés à la cause d'Antiochos, tandis que celui-ci parvient à convaincre Simon de se rallier à lui en augmentant les subventions accordées par son frère. Diodote est vaincu une première fois par Antiochos et perd le contrôle d'Antioche au milieu de l'année 138. Il se déplace vers le sud jusqu'à la forteresse de Dor où il est assiégé. De là, il s'échappe par la mer jusqu'à Orthosie et se dirige vers sa ville natale d'Apamée, où il est de nouveau assiégé. Certaines sources disent qu'il a été capturé et exécuté, d'autres qu'il s'est suicidé.